# Opancerzenie

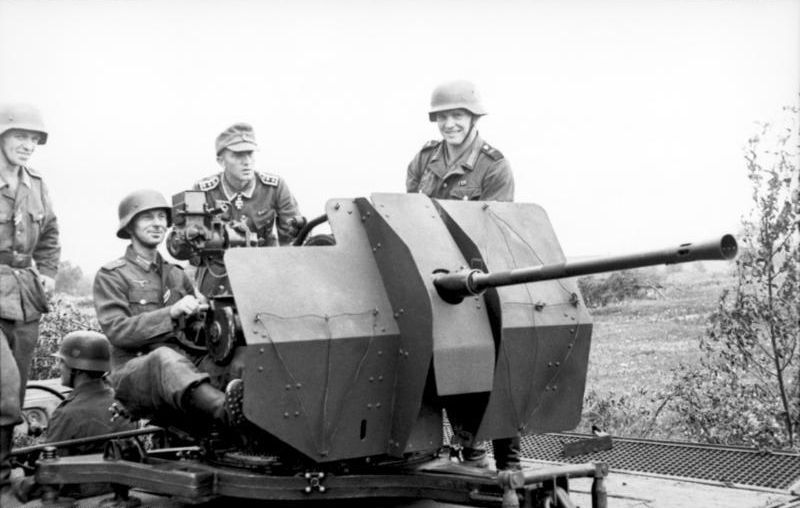
Opancerzenie w postaci tarczy ochronnej w dziale FlaK 38

Opancerzenie – wykorzystanie pancerza do zabezpieczenia ludzi, sprzętu itp. przed rażącym działaniem broni białej, pocisków, odłamków, fali uderzeniowej, promieniowania przenikliwego. Może być stałe lub instalowane (używane) doraźnie.